# Ajatasatru

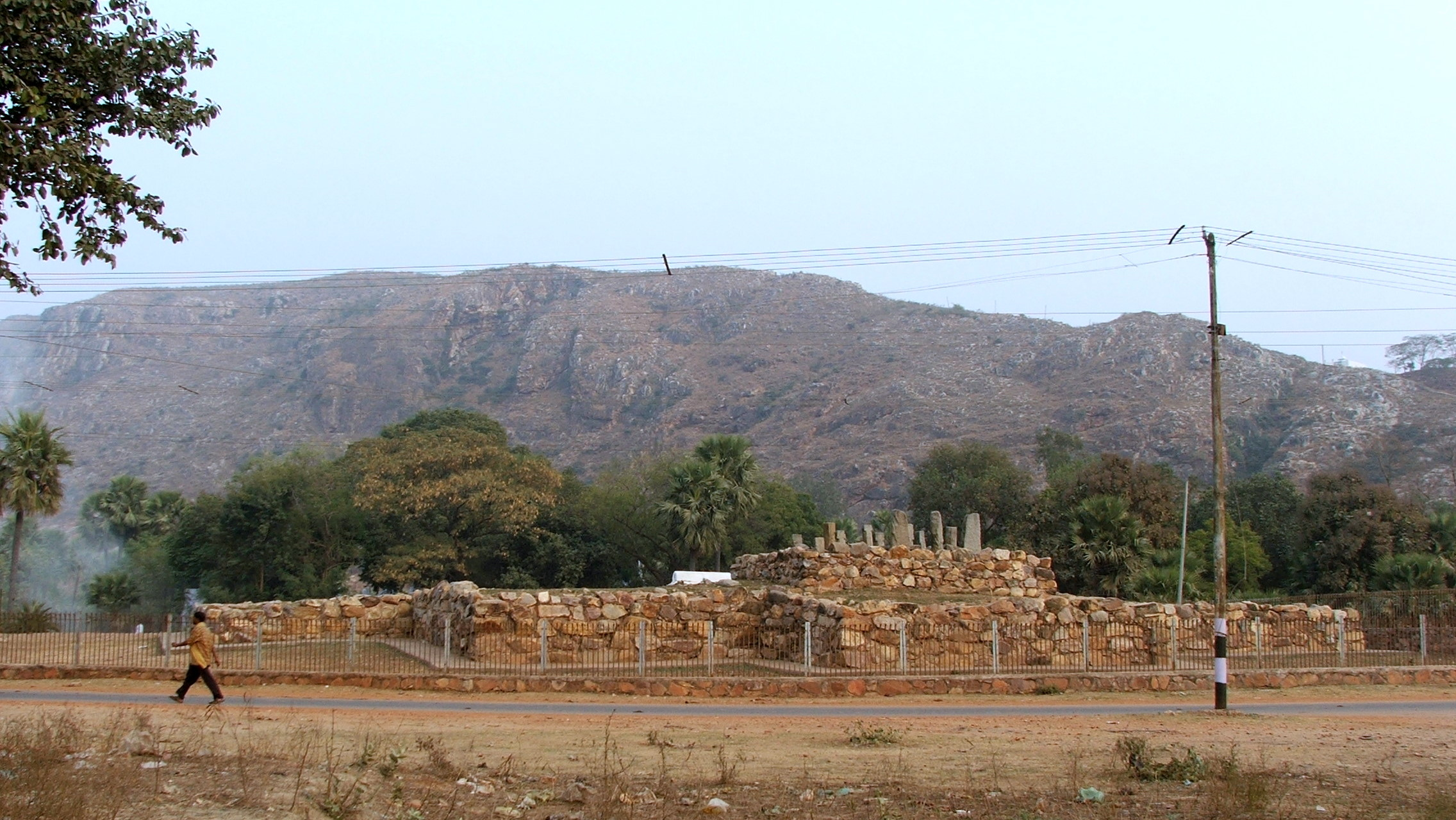
A estupa de Ajatasatru em Rajgir, onde as suas cinzas foram enterradas

Ajatasatru ou Ajatashatru (sânscrito अजातशत्रु; governou de 491-461 a.C.) foi um dos reis de Mágada, que governou o norte da Índia.
Não se conhece muito sobre Ajatasatru. O que se sabe é que ele tornou-se um rei de Mágada assassinando o seu pai, Bimbisara. Também, ele foi um contemporâneo de Buda, um patrono da então nova religião do budismo e deixou o Sangha funcionar no seu reino.
Alguns detalhes de sua vida são dados nas mais antigas escrituras budistas do Cânone Pali. No Samaññaphala Sutta, Buda Gautama disse que, se não tivesse matado o seu pai, Ajatasatu, teria alcançado o sotapanna, um grau de esclarecimento.
Segundo Romila Thapar, Ajatasatru foi responsável pela construção de Pataliputra e pelo reforço das defesas da capital magadana, Rajagria. O mesmo historiador relata que Ajatasatru assassinou o seu pai e predecessor Bimbisara, para subir ao trono. 
Depois, Ajatasatru encarregou-se de anexar o Reino de Côssala e Kashi, e travou uma guerra de dezesseis anos contra a confederação Vajji do norte de Bihar e Nepal. Após a sua morte subiu ao trono Udaiabadra.
Um relato fictício de Ajatasatru aparece no livro de Gore Vidal, Creation.